# Ptyomaxia
Ptyomaxia is een geslacht van vlinders van de familie snuitmotten (Pyralidae), uit de onderfamilie Phycitinae.

## Soorten
- P. fuscogrisella (Ragonot, 1890)
- P. nebulosella (Ragonot, 1893)
- P. trigonifera Hampson, 1903
- P. trigonogramma (Turner, 1947)